# Данута Бартош
Данута Бартош (пол. Danuta Bartosz, народилася 26 березня 1939 в Києві) — польська поетеса, журналіст, літературний критик, есеїст, фейлетоніст.

## Життєпис
Звкінчила Університет імені Адама Міцкевича у Познані, факультет права і адміністрування.
Авторка 18 збірок віршів. Її вірші представлені у кількох десятках альманахів.
Разом з Олександром Гордоном упорядкувала польсько-українську антологію сучасної поезії «Як рукостискання» / «Jak podanie ręki».
Була заступником голови правління Познаньського відділення Спілки польських письменників.